# Mira Briunina
Mira Wasiljewna Briunina, po mężu Waganowa (ros. Мира Васильевна Брюнина, po mężu Ваганова; ur. 16 września 1951 w Moskwie) – radziecka wioślarka, srebrna medalistka olimpijska, sędzia międzynarodowy.
W 1976 roku wystąpiła na igrzyskach olimpijskich w Montrealu, podczas których wzięła udział w jednej konkurencji – rywalizacji czwórek podwójnych ze sternikiem. Reprezentantki Związku Radzieckiego (w składzie: Anna Kondraszyna, Mira Briunina, Larisa Aleksandrova, Galina Jermołajewa oraz sterniczka Nadieżda Czernyszowa) zdobyły w tej konkurencji srebrny medal olimpijski, uzyskując w finale czas 3:32,49 i przegrywając jedynie z osadą z Niemieckiej Republiki Demokratycznej. W pierwszej rundzie uzyskały rezultat 3:11,74, dzięki czemu poprawiły ówczesny rekord olimpijski.
W 1976 roku została mistrzynią ZSRR w czwórkach podwójnych ze sternikiem. W 2003 roku została wyróżniona została tytułem Zasłużonego Mistrza Sportu.